# 閔喜植
閔 喜植（ミン・ヒシク、민희식、1934年 - ）は、大韓民国のフランス文学者、漢陽大学校名誉教授。本貫は驪興閔氏。

## 経歴
日本統治時代の朝鮮の京城府に生まれる。
京畿高等学校から、ソウル大学校に進んでフランス文学を学び、大学院を修了した後、フランスのストラスブール大学で、外国人教授の資格試験に合格した。
ギュスターヴ・フローベールの研究で、フランス文学博士の学位を取得した。
ソウル大学校、成均館大学校、梨花女子大学校、啓明大学校、漢陽大学校で教鞭を執り、引退後は漢陽大学校名誉教授となった。
1984年と1999年の2回、国際PEN翻訳文学賞を受賞した。

## おもな業績
フローベールの研究とともに、代表作の韓国語訳にも取り組み、1975年に『感情敎育, 세 가지 이야기（感情教育、三つの物語）』、1992年に『감정교육 外（感情労働ほか）』を出版した。ほかにも、ジャン＝ジャック・ルソーの『에밀（エミール）』や、ミシェル・ド・モンテーニュの『수상록（随想録）』などの翻訳も手がけた。
著書としては、仏教とキリスト教の比較論『법화경과 신약성서（法華経と新約聖書）』（2007年）などがある。